# Himberg (Saalhauser Berge)
Der Himberg ist mit 688,5 m ü. NHN die höchste Erhebung der Saalhauser Berge im Sauerland. Er befindet sich im Hochsauerlandkreis und im Kreis Olpe in Nordrhein-Westfalen.

## Geographie

### Lage
Der Himberg erhebt sich etwa im Zentrum der Saalhauser Berge im Naturpark Sauerland-Rothaargebirge. Über die Gipfelregion verläuft die Grenze zwischen dem Hochsauerlandkreis im Norden und dem Kreis Olpe im Süden. Der Gipfel liegt in der Gemarkung Saalhausen rund 2 km nördlich des zu Lennestadt gehörenden Ortes und etwa 3 km südlich von Bracht, einem Ortsteil von Schmallenberg.
Der Höhenunterschied zum südlich des Himbergs befindlichen Tal der Lenne beträgt bis hinab zur in Saalhausen im Mittel auf 313 m Höhe verlaufenden Fluss 375,5 m bei einer durchschnittlichen Hangneigung von 16 %. Auf den Berghängen entspringen unter anderem die Rinsenbergbach (Saßmecke), der Spinkacker Bach, der Lehnbergsiepen (Lehnbornquelle), der Ringesbach und der Schwarzemecker Siepen. Seine Westsüdwestschulter bildet der Hohe Lehnberg (668,8 m), auf dem sich Reste der Wallburg Hoher Lehnberg befinden, und sein Südsüdwestausläufer ist der Rinsenberg (634,4 m), dessen Südsüdwesthang der Rinsleyfelsen (559,2 m) entragt.

### Naturräumliche Zuordnung
Der Himberg gehört in der naturräumlichen Haupteinheitengruppe Süderbergland (Nr. 33), in der Haupteinheit Südsauerländer Bergland (3362) und in der Untereinheit Südsauerländer Rothaarvorhöhen (3362.5) zum Naturraum Oberlennebergland (3362.52).

## Landschaftsschutz
Auf dem Himberg erstrecken sich Teile der Landschaftsschutzgebiete Elsper Senke-Lennebergland (Typ A) (CDDA-Nr. 555555270; 2006 ausgewiesen; 71,9952 km²) im Süden und Rothaargebirge (Hochsauerlandkreis-Teilfläche 1) (CDDA-Nr. 555555133; 1984; 140,3369 km²) im Norden.

## Wirtschaft und Bewaldung
Der Himberg wird forstwirtschaftlich genutzt und ist überwiegend mit Fichten bewaldet. Die Gipfelregion bedeckt ein aus Rotbuchen bestehender Waldstreifen, der den umgebenden, jüngeren Fichtenforst lange Zeit überragte und dem Berg ein charakteristisches Aussehen verlieh. Mittlerweile sind die Fichten aber so weit herangewachsen, dass die Rotbuchen kaum noch über sie hinausragen.

## Wandern
Über den Himberg führen der Christine-Koch-Weg des Sauerländischen Gebirgsvereins und der Homertweg, die mit identischer Streckenführung westlich der Gipfelregion über den zum Hohen Lehnberg überleitenden Sattel verlaufen.